# 笠松町立松枝小学校
笠松町立松枝小学校（かさまつちょうりつ まつえだしょうがっこう）は、岐阜県羽島郡笠松町長池にある公立小学校。

## 概要
- 通学区域は田代の一部、長池、北及、門間である[1]。公立中学校の進学先は笠松町立笠松中学校である。
- 校舎は、直線の両端が２つに枝分かれしたような形をしており、旧・松枝村に因んで、松の枝を模したものだといわれている。

## 沿革
- 1872年（明治5年）4月 - 羽栗郡笠松村、田代村、徳田村の一部が共同で育英義校を創立。都合、東本願寺笠松別院と瑞応寺で、南校と北校に分けての開校。
- 1873年（明治6年） -
  - 北及村に求信義校を創立する。
  - 田代村が育英義校から離脱し、博習義校を創立する。
- 1886年（明治19年） - 門間村に門間簡易小学校を創立する。求信義校は北及簡易小学校、博習義校は田代簡易小学校に改称する。
- 1894年（明治27年）4月8日 - 門間簡易小学校、北及簡易小学校、田代簡易小学校が合併し、組合立松枝尋常小学校となる。現在地に校舎が完成する。
- 1897年（明治30年）4月1日 - 長池村、田代村、北及村、門間村が合併し、松枝村となる。組合立松枝尋常小学校は松枝村立松枝尋常小学校となる。
- 1903年（明治36年） - 松枝農業補習学校を併設する。
- 1908年（明治41年） - 校舎を増築する。
- 1916年（大正5年） - 松枝尋常高等小学校に改称する。
- 1941年（昭和16年） - 松枝村立松枝国民学校に改称する。
- 1947年（昭和22年） - 松枝村立松枝小学校と改称。卒業生は羽島郡中学校組合立蘇西中学校に進学する。
- 1950年（昭和25年） - 松枝村は笠松町に編入される。同時に笠松町立松枝小学校と改称する。
- 1951年（昭和26年） - 松枝小学校の生徒のうち、田代、長池、北及の生徒は、蘇西中学校から笠松町立笠松中学校に編入される。
- 1956年（昭和31年） - 校舎を新築する。
- 1957年（昭和32年）
  - 4月 - 松枝小学校の生徒は、全員が笠松町立笠松中学校への進学となる。
  - 12月 - 校舎を増築する。
- 1966年（昭和41年）3月 - 屋内体操場が完成する。
- 1974年（昭和49年）6月 - 校舎（鉄筋コンクリート造）を新築する。
- 1977年（昭和52年）12月 - プールが完成する。
- 2002年（平成14年）10月 - 笠松町勤労者体育センターを新たな体育館とする。従来の体育館は町に移管され、笠松町南体育館となる。

## 交通機関
- 笠松町公共施設巡回町民バス「松枝小学校前」バス停下車

## 学校周辺
- 笠松町南部コミュニティ消防センター
- 笠松町運動公園
- 笠松町南体育館　　※同一敷地内
- 笠松町松枝公民館